# Leikanger
Leikanger est une ancienne municipalité de Norvège, chef-lieu de la kommune de Sogndal et de l'ancien comté de Sogn og Fjordane.